# The Turtles
The Turtles (с англ. — «Черепахи») — американская рок-группа, образовавшаяся в Уэстчестере, Калифорния, в 1963 году и исполнявшая мелодичные, насыщенные многоголосицей поп-песни с элементами фолк-рока и мягкой психоделии. Международную известность The Turtles принёс хит «Happy Together», возглавивший американские списки в 1967 году. Семь альбомов группы входили в Billboard Top LP’s, наибольший успех имел сборник The Turtles! Golden Hits (#7, 1968).
После распада The Turtles в 1970 году, двое участников группы, Ховард Кэйлан и Марк Волман вошли в реанимированный состав The Mothers of Invention. Впоследствии этот дуэт записывался как Flo & Eddie.

## Дискография

### Альбомы
- It Ain’t Me Babe (1965)
- You Baby/Let Me Be (1966)
- Happy Together (1967)
- The Turtles Present the Battle of the Bands (1968)
- Turtle Soup (1969)
- Let Me Be Magic (2005)
- She’d Rather Be with Me (2005)